# لیگ حرفه‌ای اقیانوسیه
لیگ حرفه‌ای اقیانوسیه یک لیگ فوتبال برنامه‌ریزی‌شده است که قرار است در ژانویه ۲۰۲۶ و تحت نظارت کنفدراسیون فوتبال اقیانوسیه آغاز شود. این لیگ متشکل از هشت باشگاه برتر از سراسر اقیانوس آرام است که یک چارچوب حرفه‌ای برای توسعه فوتبال در منطقه ایجاد می‌کند.

## تاریخچه
در سال ۲۰۱۹، کنفدراسیون فوتبال اقیانوسیه یک کارگروه برای تعیین قابلیت یک لیگ فوتبال حرفه‌ای برای منطقه اقیانوسیه تشکیل داد. در ابتدا انتظار می‌رفت این لیگ در سال ۲۰۲۱ شروع شود. با این حال، تاسیسات به دلیل دنیاگیری کووید-۱۹ کند شد.
در ۱۹ نوامبر ۲۰۲۲ در دوحه، قطر، کمیته اجرایی اواف‌سی رای به پیشبرد لیگ با هدف شروع از سال ۲۰۲۵ داد. پس از اعلام این خبر، سخنگوی اواف‌سی اظهار داشت که لیگ در "مرحله بسیار اولیه برنامه ریزی" است و تصریح کرد که لیگ جدید تاثیری بر فرمت فعلی لیگ قهرمانان اقیانوسیه نخواهد داشت.
در ۲۳ ژانویه ۲۰۲۴، اواف‌سی اعلام کرد که یک سیستم وی‌ای‌آر برای اجرای اولین دوره مسابقات در سال ۲۰۲۵ برنامه‌ریزی شده است.
در ۲۹ ژانویه ۲۰۲۵، اواف‌سی جلسه‌ای را در مقر اصلی فوتبال خود در اوکلند، نیوزیلند برگزار کرد تا در مورد لیگ با باشگاه‌های مستقر در نیوزیلند بالقوه بحث کند. اواف‌سی همچنین ابراز علاقه خود را برای باشگاه‌های سراسر منطقه برای شرکت در فصل افتتاحیه آغاز کرد. علاوه بر این، از باشگاه‌های مستقر در استرالیا دعوت شد تا در آن شرکت کنند، که بازتاب همکاری بین اواف‌سی، فوتبال استرالیا، و دولت استرالیا است.

## فرمت
لیگ حرفه‌ای اقیانوسیه دارای هشت تیم از سراسر اقیانوس آرام است، که در قالبی ساختاریافته رقابت می‌کنند که رقابت با شدت بالا را در طول فصل تضمین می‌کند. لیگ بر اساس جدول زمانی زیر فعالیت خواهد کرد:
- پایان ژوئن ۲۰۲۵ - پایان فرصت حضور باشگاه.
- اوت ۲۰۲۵ - کمیته صدور مجوز اواف‌سی توصیه‌هایی را به کمیته اجرایی اواف‌سی ارائه می‌دهد.
- سپتامبر ۲۰۲۵ - تایید نهایی و صدور مجوز برای هشت باشگاه منتخب.

این رقابت‌ها از ژانویه ۲۰۲۶ آغاز می‌شود و تا مه ۲۰۲۶ ادامه خواهد داشت. این مسابقات شامل پنج دور سری مداری است که در مکان‌های مختلف اقیانوس آرام در قالب نوبت‌گردشی برگزار می‌شود و هر تیم حداقل ۱۴ بازی انجام می‌دهد.
پس از فصل عادی، تیم ها به دو گروه پلی آف تقسیم می‌شوند:
- گروه پلی آف صدرنشینان - چهار تیم برتر برای حضور در نیمه نهایی رقابت خواهند کرد.
- گروه پلی آف چالشگران - چهار تیم انتهایی برای بازگشت به مسابقات خواهند جنگید، و تیم برتر شانس رویارویی با تیم چهارم از گروه پلی آف صدرنشینان برای یک سهیمه نیمه نهایی دارد.

نیمه نهایی و فینال مسابقات به صورت تک‌بازی خواهد بود و اطمینان حاصل می‌شود که هر بازی دارای ریسک بالایی است. فصل با قهرمانی اولین تیم فاتح لیگ حرفه‌ای اقیانوسیه به پایان می‌رسد.
این لیگ همچنین به عنوان مسیر مقدماتی اقیانوسیه برای مسابقات زیر استفاده می‌شود:
- جام بین قاره‌ای فیفا
- جام جهانی باشگاه‌ها

## بازیکنان
هدف لیگ این است که مسیری را برای بازیکنان اقیانوسیه ایجاد کند تا به تیم‌های برتر استرالیا، آسیا و اروپا بپیوندند. ساختار مسابقات برای معنی دار نگه داشتن هر مسابقه و حفظ شدت رقابت در طول فصل طراحی شده است.
استوارت لارمن، مدیر لیگ حرفه‌ای اقیانوسیه تاکید کرد که این فرمت تضمین می‌کند که "مسابقه تا انتها هیجان‌انگیز باقی می‌ماند،" و حتی تیم چهارم این فرصت را دارد که در برابر تیم پنجم برای کسب مقام در نیمه نهایی بازی کند.